# Алёхново (Великолукский район)
Алёхново — деревня в Великолукском районе Псковской области России. Входит в состав сельского поселения «Букровская волость».
Расположена на северо-востоке района, в 56 км к северо-востоку от центра города Великие Луки и в 15 км к северу от волостного центра Букрово-2.

## Население
Численность населения по оценке на 2000 год составляла 7 человек, на 2010 год — 4 человека.